# Ouran High School Host Club (série télévisée)
Ouran High School Host Club, est un drama en 26 épisodes, adapté du célèbre manga de l'écrivaine japonaise Bisco Hatori, Host Club. La série est diffusée à partir du 22 juillet 2011 sur TBS au Japon.

## Signification du titre
桜蘭高校ホスト部  traduit en anglais Ouran High School Host Club, ce qui signifie en français Le club d'hôtes du lycée Ouran. Ce titre fait référence au lycée d'excellence « Cerisiers et Orchidées » décrit dans le manga qui instruit des élèves de familles aisées. Ainsi qu'au host club qui divertit les jeunes filles de l'école après les cours. Il est formé de six personnages masculins principaux et Haruhi.

## Synopsis
Adaptation du célèbre manga de Bisco Hatori, Host Club.
L'histoire tourne autour de Fujioka Haruhi, jeune fille d'origine modeste qui étudie au célèbre lycée privé "Ouran Gakuen". Alors qu'elle cherche un endroit calme afin d'étudier, elle fait la rencontre d'un groupe d'étudiants, plus extravagants les uns que les autres, ayant formé leur propre club hôtes. Mais, en sortant de la salle du club, elle brise accidentellement un de leurs vases d'une valeur de 8 millions de yen. N'ayant pas les moyens de rembourser sa dette, elle va être obligée d'entrer dans ce groupe d'hôtes en se faisant passer pour un garçon.

## Distribution
Host Club
- Kawaguchi Haruna : Fujioka Haruhi 
  - Ishii Momoka : Haruhi jeune
- Yusuke Yamamoto : Tamaki Suou
- Mamoru Miyano : Suou Tamaki
- Daito Shunsuke : Ootori Kyoya
- Nakamura Masaya : Morinozuka Takashi
- Chiba Yudai : Haninozuka Mitsukuni
- Nishida Shogo (ep1-2) : Mitsukuni
- Takagi Shinpei : Hitachiin Hikaru
- Takagi Manpei : Hitachiin Kaoru

Club de magie noire
- Ryusei Ryo : Nekozawa Umehito

Clientes du Host Club
- Ogawa Momoe : Tojo Chiharu
- Hiromura Mitsumi : Saijo Natsuki
- Higashi Ayu : Nanjo Akina
- Seino Nana : Kurakano Momoka
- Nicola : Sakurazuka Kimiko

Guests
- Suzuki Ami : Fujioka Kotoko (ep1,7)
- Okawa Ai : Ayanokoji Seika (ep1,11)
- Mizutani Atsushi (水谷あつし) : un docteur (ep2)
- Karahashi Yumi (唐橋ユミ) : un docteur (ep2)
- Iwai Nanase (岩井七世) : une infirmière (ep2)
- Yoshida Satomi (吉田智美) : une infirmière (ep2)
- Jinbo Satoshi : Dr Yabu (ep2)
- Nakabeppu Aoi : Jounouchi Ayame (ep3,11)
- Honda Kiyozumi (本田清澄) : un professeur (ep3)
- Go Shiro (五王四郎) : Hoshakuji Wataru (ep4)
- Ouno Yuki : un étudiant d'Ouran (ep4)
- Tsuchiya Tao : Hoshakuji Renge (ep4,6)
- Okuma Masamichi (大熊将成) : un délinquant (ep5)
- Yanagi Ryo (柳亮) : un délinquant (ep5)
- Yoshimizu Kenichi (吉水健一) : un délinquant (ep5)
- Kurauchi Hideki : le vice principal (ep6)
- Sugisaki Hana : Kanazuki Reiko (ep7-11)
- Oki Ichiro (大木イチロー) (ep7)
- Totsugi Shigeyuki : Fujioka Ryoji/Ranka (ep7,11)
- Sawada Mone (澤田萌音) : Nekozawa Kirimi (ep8,11)
- Masu Takeshi : Suou Yuzuru(ep8-11)
- Akimoto Ryutarou (秋元龍太郎) : Arai (ep9)
- Nagase Tasuku : Komatsuzawa Akira (ep9-10)
- Uema Mio (上間美緒) : Akari (ep9-10)
- Enami Kyoko : Suou Shizue (ep9-11)
- Shimizu Akihiro (清水昭博) : Ootori Takao (ep10-11)
- Goda Masashi : Ootori Yuichi (ep10)
- Mochizuki Shusei (望月柊成) : Ootori Akito (ep10)
- Makimura Senzaburo (牧村泉三郎) : Président Ayanokoji (ep11)

## Fiche technique
- Dessinateur original (manga) : Ouran High School Host Club d'Hatori Bisco (葉鳥ビスコ)
- Scénariste : Ikeda Natsuko
- Producteur exécutif : Iyoda Hidenori, Sugiyama Tsuyoshi
- Producteur : Kan Satoshi, Tachibana Yasuhito
- Directeur : Kan Satoshi, Sato Atsushi, Shibasaki Hiroki
- Narrateur : Sakamoto Maaya (坂本真綾)

## Information épisodes
| Épisode | Diffusion         | Taux d'audience (Kanto) |
| ------- | ----------------- | ----------------------- |
| 0       | 15 juillet 2011   | 02.7                    |
| 1       | 22 juillet 2011   | 01.1                    |
| 2       | 29 juillet 2011   | 03.4                    |
| 3       | 5 août 2011       | 02.7                    |
| 4       | 12 août 2011      | 02.3                    |
| 5       | 19 août 2011      | 03.1                    |
| 6       | 26 août 2011      | 03.0                    |
| 7       | 2 septembre 2011  | 03.4                    |
| 8       | 9 septembre 2011  | 02.8                    |
| 9       | 16 septembre 2011 | 04.0                    |
| 10      | 23 septembre 2011 | 03.1                    |
| 11      | 30 septembre 2011 | 02.3                    |
| Moyenne | 02.8              |                         |

Source: Video Research, Ltd.